# Novomareanivske, Krîvîi Rih
Novomareanivske (în ucraineană Новомар`янівське) este un sat în comuna Vesele din raionul Krîvîi Rih, regiunea Dnipropetrovsk, Ucraina.

## Demografie
Componența lingvistică a localității Novomareanivske
     Ucraineană (93,81%)
     Rusă (6,19%)
Conform recensământului din 2001, majoritatea populației localității Novomareanivske era vorbitoare de ucraineană (93,81%), existând în minoritate și vorbitori de rusă (6,19%).